# Cavandi
Cavandi ist ein Dorf in der Gemeinde Peñamellera Baja der autonomen Region Asturien. Cavandi ist vier Kilometer entfernt von Panes, dem Verwaltungssitz der Gemeinde.

## Geographie
Cavandi mit seinen 24 Einwohnern (Stand: 2020) liegt auf 271 m Höhe über NN.

## Fiesta
Es gibt viele Veranstaltungen das ganze Jahr über. Siehe hier der Veranstaltungskalender der Gemeinde.

## Klima
Der Sommer ist angenehm mild, aber auch sehr feucht. Der Winter ist ebenfalls mild und nur in den Hochlagen streng.
- Temperaturen im Februar 2007 3–9 °C
- Temperaturen im August 2007 19–25 °C

## Ortsteile
- Hoyu
- Cavandi
- Suyu.